# Mattias Jonsson
Patrik Mattias Jonsson, född 27 april 1974 i Lysekil, är en svensk politiker (socialdemokrat). Han är ordinarie riksdagsledamot sedan 2010, invald för Göteborgs kommuns valkrets. I riksdagen är han ledamot i näringsutskottet samt vice ordförande i den svenska delegationen till Europarådets parlamentariska församling. I näringsutskottet ansvarar han för delar av basnäringen och energipolitiken.
Mattias Jonsson är utbildad elektriker och har jobbat som montör på Volvo. Han har varit fackligt aktiv och varit ordförande på IF Metalls verkstadsklubb och därefter förhandlingsombudsman på IF Metall i Göteborg 2003-2010.
Mellan 1994 och 1999 satt Jonsson i Lysekils kommunfullmäktige och socialnämnd. Under perioden 2002–2004 satt han i Stenungsunds kommunfullmäktige och socialnämnd. 
Under perioden 2014–2017 var Mattias Jonsson ledamot i landsbygdskommittén som presenterade ett slutbetänkande i början av 2017. Han var ersättare i riksdagsstyrelsen under mandatperioden 2018-2022 och har under åren som riksdagsledamot även suttit som suppleant i ett flertal utskott, däribland justitieutskottet och trafikutskottet. Sedan 2022 är han invald i Europarådets svenska delegation där han också är vice ordförande i delegationen.
I Göteborg har Jonsson varit ordförande i det kommunalt helägda bolaget Älvstranden utveckling AB under perioden 2013–2018. Han är ledamot i den socialdemokratiska distriktsstyrelsen och dess verkställande utskott. Mattias Jonsson har under flera år[vilka?] suttit som ledamot i IF Metalls socialdemokratiska förening i Göteborg. Sedan 2019 är han ordförande för den socialdemokratiska distriktsstyrelsen i Göteborg (arbetarekommunen). Jonsson sitter i Socialdemokraternas partistyrelse.